# لوکا موسکاتیلو
لوکا موسکاتیلو (انگلیسی: Luca Moscatiello؛ زادهٔ ۲۵ مه ۱۹۹۱) بازیکن فوتبال است.
از باشگاه‌هایی که در آن بازی کرده‌است می‌توان به باشگاه فوتبال فولام اشاره کرد.